# Mohamed Zaoui

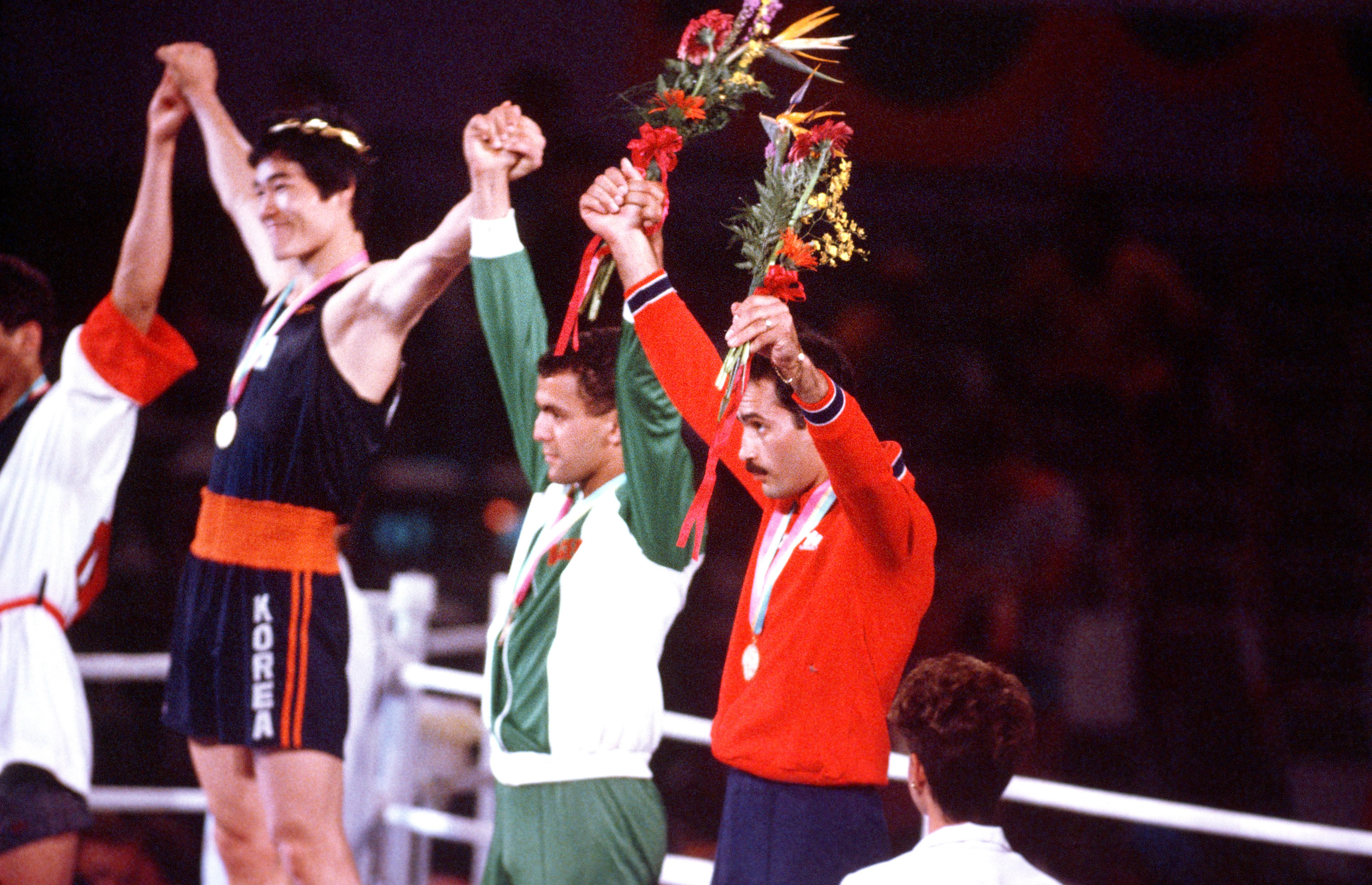
Siegerehrung 1984 (Zweiter von rechts ist Zaoui)

Mohamed Zaoui (arabisch محمد زاوي, DMG Muḥammad Zāwī; * 14. Mai 1960 in Zaouiet Yagoubi) ist ein ehemaliger algerischer Boxer. Er gewann 1984 bei den Olympischen Spielen in Los Angeles die Bronzemedaille im Mittelgewicht.
1988 wurde er Profi, hatte allerdings dort nur wenig Erfolg und beendete nach vier Niederlagen in acht Kämpfen schon 1990 seine Karriere.